# Mokry Bór (Chmieleniec)
Mokry Bór (kaszb. Mòkrë Bòr) – część wsi Chmieleniec w Polsce, położona w województwie pomorskim, w powiecie wejherowskim, w gminie Łęczyce, na południowym skraju Puszczy Wierzchucińskiej. Wchodzi w skład sołectwa Chmieleniec.
W latach 1975–1998 Mokry Bór administracyjnie należał do województwa gdańskiego.